# 鈴木登美
鈴木 登美（すずき とみ、1951年 - ）は、アメリカ合衆国在住の日本文学研究者、コロンビア大学教授。専門は比較文化論・文学理論・ジェンダー理論ほか。森鴎外や谷崎潤一郎などの日本近代文学をモダニズムの観点からとらえなおそうとする研究で注目され、ケンブリッジ大学出版会刊による浩瀚な日本文学史の編纂などでも知られる。

## 概略
東京都出身。1974年に東京大学教養学部教養学科フランス科卒業、1977年に同大学修士課程を修了後、1988年にイェール大学にて博士号（Ph.D）を取得。カリフォルニア大学ロサンゼルス校（UCLA）講師、ニューヨーク市立大学クィーンズ・カレッジ助教授を経て、1996年からコロンビア大学の東アジア言語文化学部（EALAC）に着任。現在は同学部教授を務める。
長く同学部で源氏物語など古典文学の研究をすすめるハルオ・シラネとともに『創造された古典』などの著作を編集。自身の単著としては『語られた自己：日本近代の私小説言説』などがある。
研究対象は19世紀末から戦後にかけての日本文学が中心で、その形成をジェンダー、言語改革、国語教育などの視点からモダニズム運動として再構築する試みを行っている。またコロンビア大学の環境を反映してトランスナショナルな視点が強調される点に特徴があるとも言われる。

## 主要著作・論文

### 単著
- Suzuki, Tomi. Narrating the self: fictions of Japanese modernity, Stanford University Press, 1996.
  - 日本語版：鈴木登美『語られた自己――日本近代の私小説言説』大内和子・雲和子（訳）、岩波書店、2000年1月。
- Suzuki, Tomi. "The Tale of Genji, National Literature, Language, and Modernism," Envisioning ‘The Tale of Genji’: Media, Gender, and Cultural Production, Columbia University Press, 2008.
- 鈴木登美「演劇的・映画的想像力とマゾヒズム的美学――谷崎潤一郎初期作品における性の越境の魅力」（『谷崎潤一郎――境界を越えて』笠間書院、2009年）
- 鈴木登美「変容と持続――検閲と占領期批評」（『占領期雑誌資料体系 文学編』第2巻、岩波書店、2010年）
- 鈴木登美「翻訳と日本近代文学――コロンビア大学における森鷗外『舞姫』再読」（『文学』第15巻第5号、岩波書店、2014年9月）

### 共編著
- 鈴木登美、ハルオ・シラネほか編『創造された古典：カノン形成・国民国家・日本文学』新曜社、1999
- 鈴木登美ほか編『検閲・メディア・文学：江戸から戦後まで』（新曜社、2012）
- 鈴木登美、ハルオ・シラネほか編『〈作者〉とは何か　継承・占有・共同性』（岩波書店、2021）
- Suzuki, Tomi and Haruo Shirane (eds.) Inventing the classics : modernity, national identity, and Japanese literature, Stanford University Press, 2000
- Suzuki, Tomi, Haruo Shirane, David Lurie (eds.) The Cambridge history of Japanese literature, Cambridge University Press, 2016